# 일본의 국수

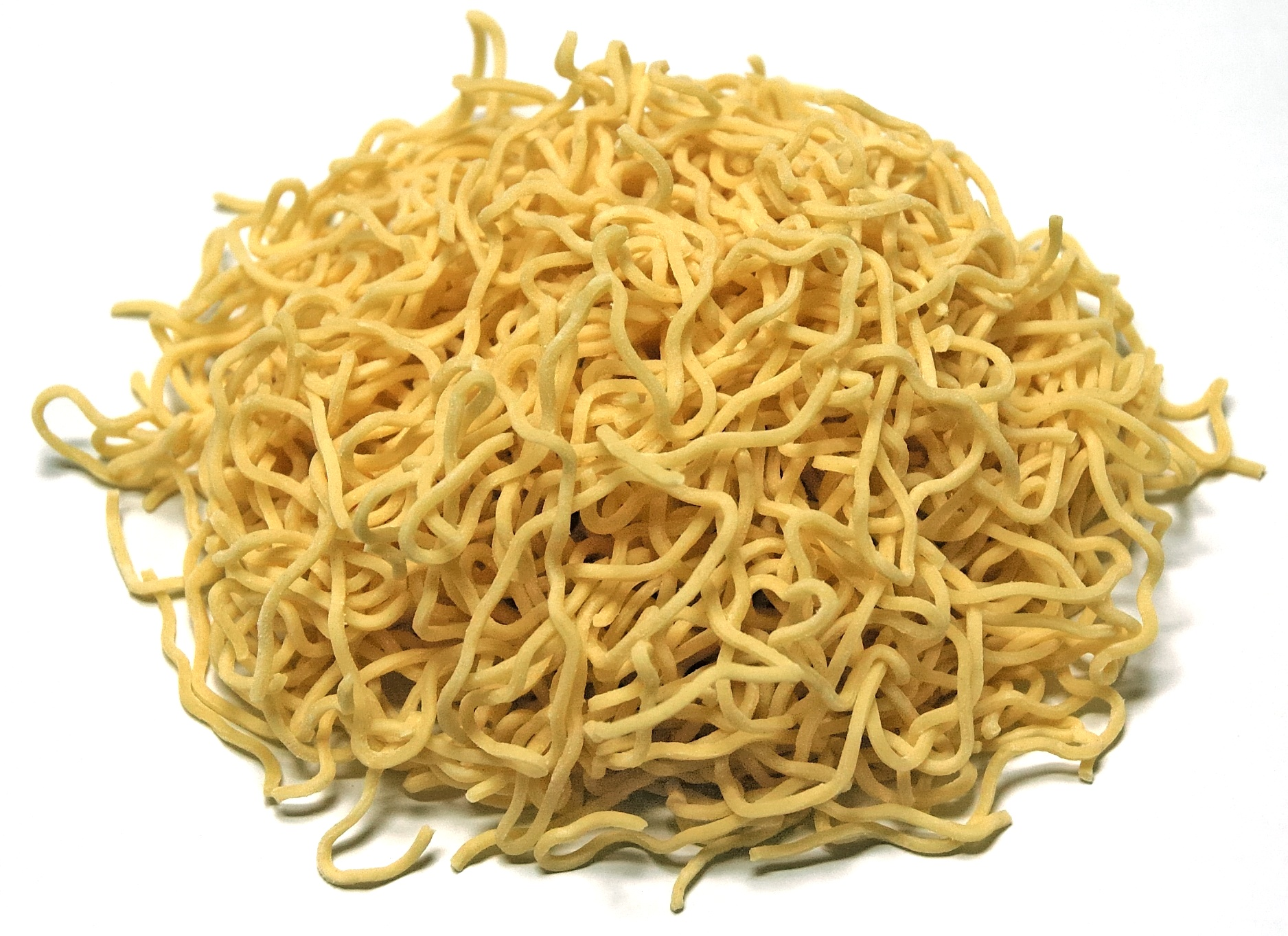

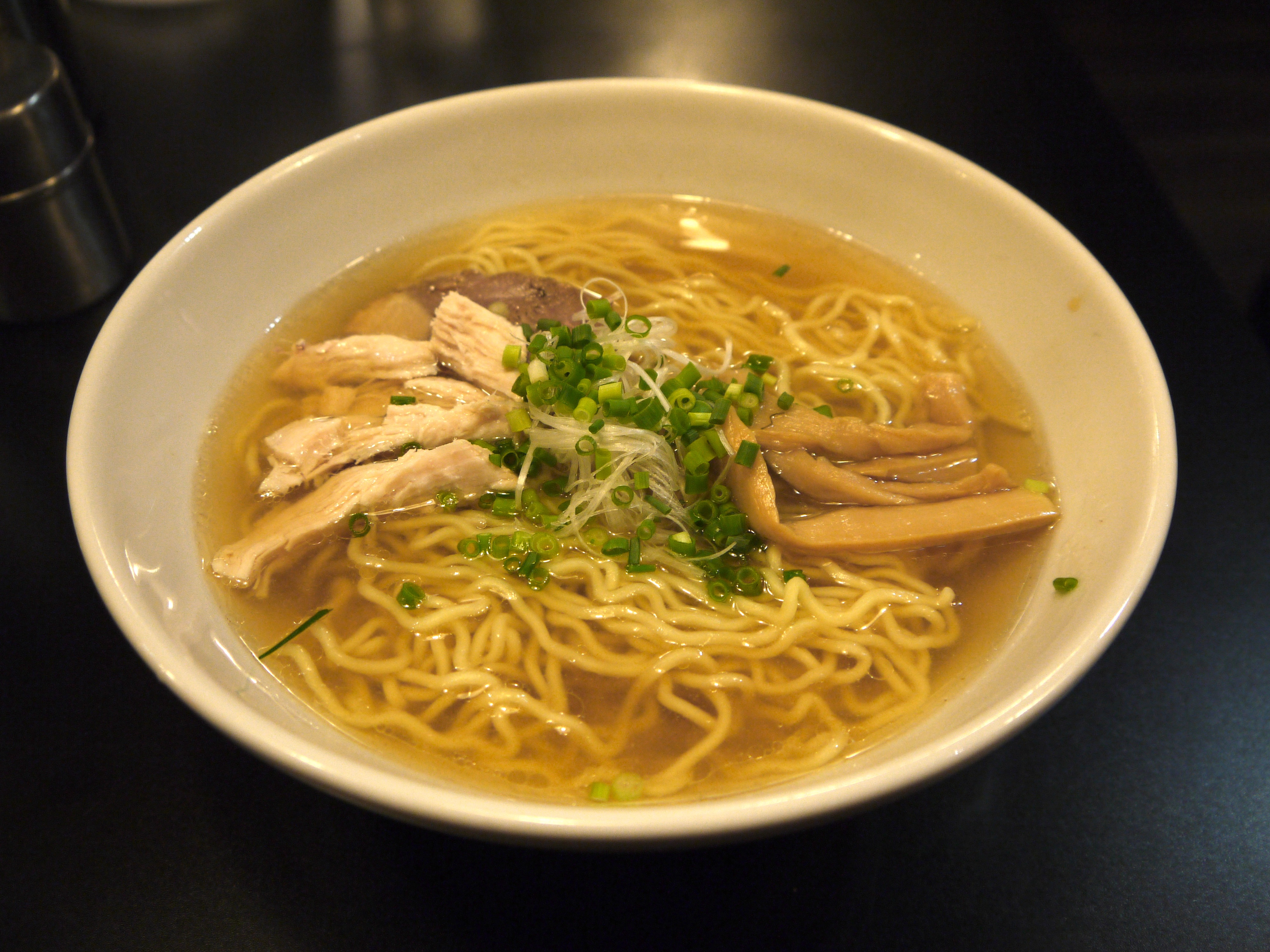
라멘

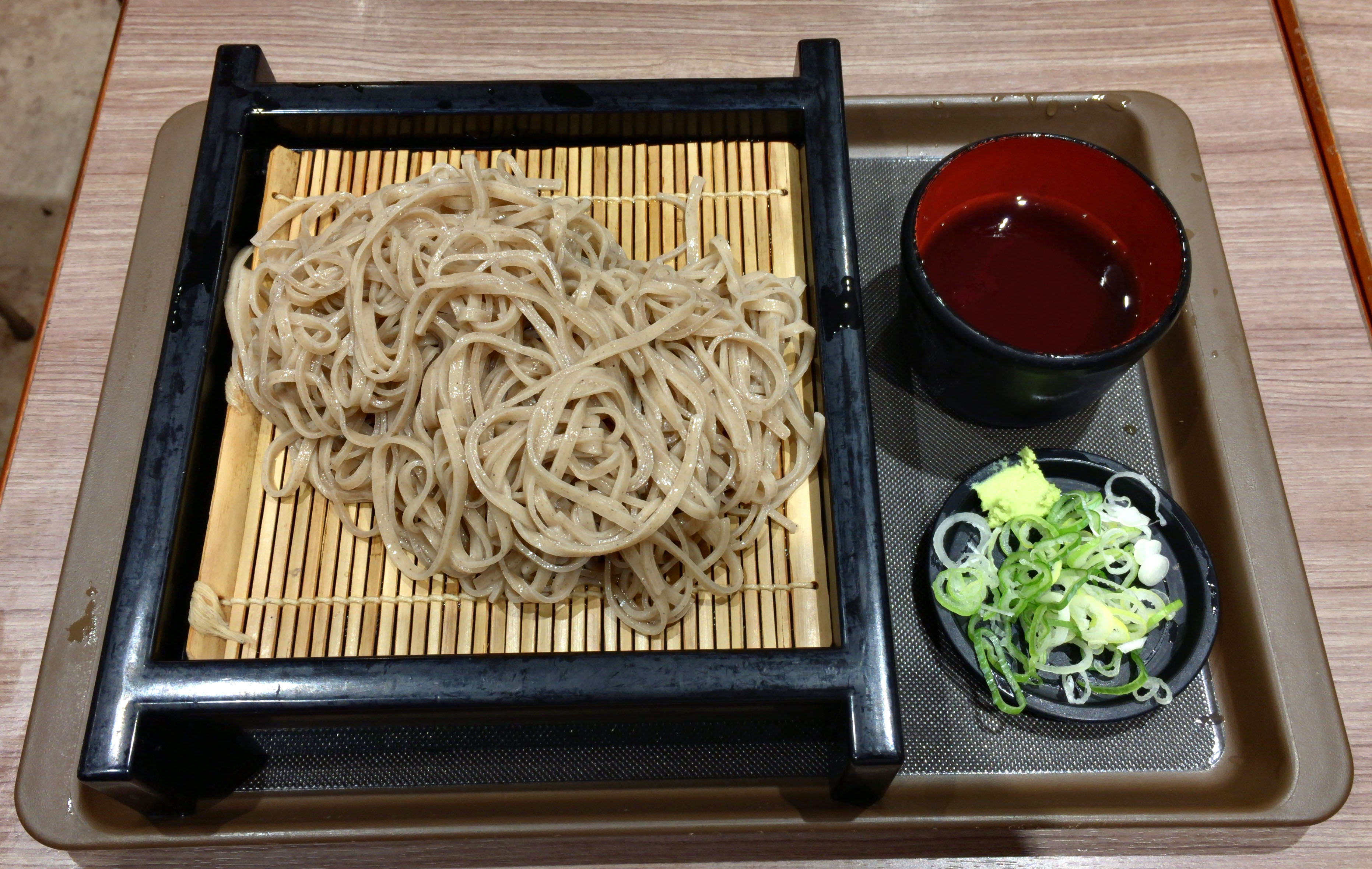
소바

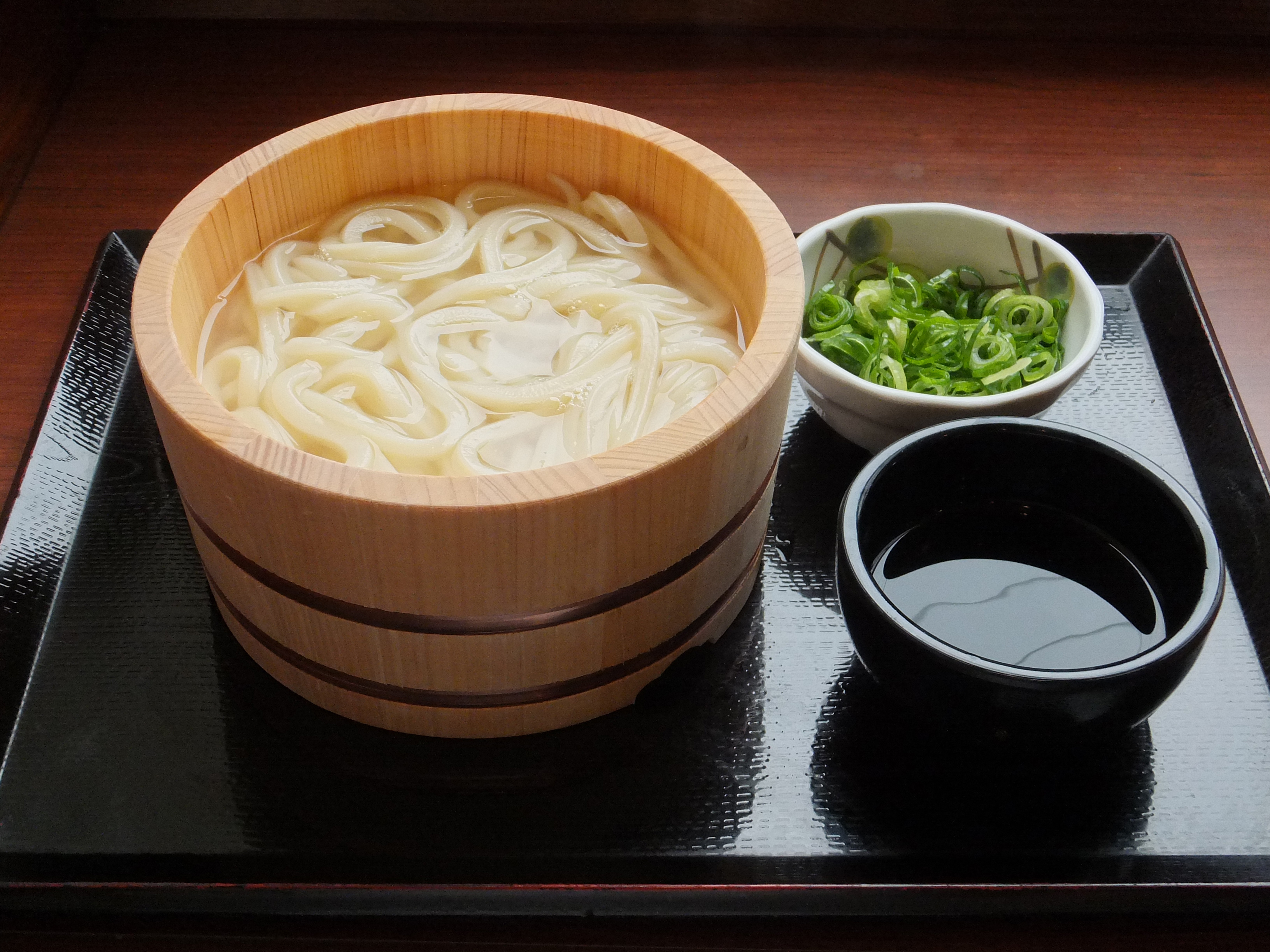
우동

국수는 일본 요리의 주식이다. 차갑게 양념에 찍어 먹거나, 국이나 따뜻한 요리에 넣어 먹기도 한다. 국수는 헤이안 시대부터 가마쿠라 시대 초기까지 송나라 시대에 중국에서 일본으로 전해졌다.

## 역사
국수는 서기 800년경 헤이안 시대 (794–1185)에 일본에서 처음 발견되었다. 이 요리는 중국에서 전래되었으며, 유연하고 다양한 형태의 제공 옵션 덕분에 일상 식단에서 높이 평가되었다. 나중에 가마쿠라 시대 (1185–1333)에는 국수가 대부분의 사무라이의 표준 요리로 여겨지기 시작했다. 이는 기름지지 않고 비교적 건강한 음식이었기 때문에 식단 요구를 충족했기 때문이었다.
에도 시대, 특히 1661년부터 1672년 사이에 소바 국수는 수도 에도(현재 도쿄도)의 식당에서 인기를 얻었다. 소바 국수는 차갑게 제공될 수 있었고, 많은 화재가 발생하여 정부가 연료 사용을 제한했기 때문에 매우 인기를 얻었다는 소문이 있다.

## 일본 국수의 종류
- 라멘은 밀가루, 소금, 물, 그리고 알칼리성 물의 일종인 간수로 만든 얇은 밀 기반의 국수이다. 반죽은 밀기 전에 부풀린다. 이것들은 메이지 시대에 중국에서 수입되었다. 중국에서 일본으로 어떻게 넘어왔는지는 여전히 논쟁 중이지만, 일반적으로 1910년에 요코하마의 한 중국 식당에서 납면으로 알려진 요리를 판매하기 시작하면서 전해진 것으로 받아들여진다.[4] 라멘 국수는 단단한 식감을 가지며 보통 옅은 노란색이다. 국수는 모양, 너비, 길이가 다양할 수 있다. 라멘은 육수에 넣어 제공된다. 라멘 요리의 예로는 쇼유 라멘, 시오 라멘, 미소 라멘, 돈코쓰 라멘, 카레 라멘 등이 있다.[5]

- 시라타키는 곤약으로 만든 투명한 국수이다. 이 국수는 쫄깃하거나 고무 같은 식감을 가지고 있다. 시라타키는 스키야키나 오뎅과 같은 요리에 식감을 더하기 위해 사용된다.

- 소바는 메밀과 밀가루로 만든 국수이다. 소바 국수는 건조하거나 신선한 상태로 구할 수 있다. 따뜻한 육수와 함께 제공되거나, 차갑게 찍어 먹는 소스(쓰유)와 함께 제공될 수 있다. 소바 요리의 예로는 자루 소바 (차갑게), 가케 소바, 덴푸라 소바, 기쓰네 소바, 토로로 소바 등이 있다. 인기 있는 일본 요리인 야키소바의 이름에 "소바"가 들어가지만, 이 요리는 중국식 국수(주카멘)로 만들어진다.[6]

- 소멘은 매우 얇고 하얀 밀 기반의 국수이다. 보통 여름철에 차갑게 양념에 찍어 먹지만, 국이나 다른 따뜻한 요리에도 사용될 수 있다. 소멘은 히야무기와 우동과 매우 비슷하지만, 더 얇다(너비 약 1.3mm). 소멘은 제조 시 기름이 필요하다. 여름철에 일본인들은 시원함을 유지하기 위해 차가운 소멘을 먹는다.[1]

- 히야무기는 밀가루 국수로 소멘과 우동과 비슷하며, 크기는 그 중간 정도이다. 이 국수는 종종 소멘과 우동과 같은 방식으로 제공된다. 대부분 흰색이지만, 분홍색이나 갈색을 띠는 국수와 섞여 있는 묶음도 있다.

- 우동은 일본 요리에서 가장 두꺼운 국수이다. 우동은 흰색 밀 기반의 국수로, 너비가 4-6mm이다. 이 국수는 여름철에는 차갑게 양념에 찍어 먹거나, 날씨가 추울 때는 따뜻한 요리나 국물에 넣어 제공된다. 우동 요리에는 기쓰네 우동, 나베야키 우동, 카레 우동, 야키 우동 등이 있다. 그러나 사라 우동은 바삭한 다른 종류의 국수를 사용하여 만들어진다. 일본에는 우동으로 유명한 세 개의 국가적으로 인정된 지역이 있다: 가가와(사누키 우동), 군마(미즈사와 우동), 아키타(이나니와 우동). 이 세 지역은 우동의 독특한 레시피뿐만 아니라 우동 생산 및 소비의 다양한 역사적, 문화적 배경에 기여했다. 가가와 지역은 "사누키 우동 왕국"으로 불리며, 지역 식품 산업을 활성화하고 지역 관광을 홍보하기 위한 지역 정체성의 상징으로 여겨져 왔다. 군마 지역은 주변 도시(미즈사와, 기류, 다테바야시)에 우동을 제공하는 국수 가게가 많아 방문객들이 일본 최고의 지역 생산 우동을 경험할 수 있는 최고의 장소로 여겨진다.[7]

- 하루사메는 감자 전분으로 만든 당면이다. 이 종류의 국수는 주로 냄비 요리나 샐러드에 사용되며, 한국과 중국 국수 요리의 일본식 변형을 만드는 데 사용된다.[8] 하루사메 요리에는 하루사메 샐러드가 있는데, 이는 채 썬 오이, 햄, 당근 세 가지 주요 재료가 들어가는 차가운 국수 샐러드이다. 다른 재료로는 미역, 잘게 찢은 계란 오믈렛, 토마토, 콩나물 등이 포함될 수 있다.[9]

- 도코로텐은 해초인 텐구사에서 나오는 칸텐의 젤라틴으로 만든 젤리 같은 조각이다. 이 요리는 수분 함량이 약 98%였기 때문에 보통 여름철 요리였다. 도코로텐은 1658년 여관 주인이 버린 도코로텐이 말라 칸텐 조각으로 변하여 보관 및 보존할 수 있게 되면서 유래되었다. 이 요리는 보통 간장과 쌀 식초로 장식된다.[10]

## 같이 보기
- 잔폰, 일본식 중국 요리 기원의 국물 국수
- 중국 국수
- 라면
- 한국의 국수
- 국수 요리 목록
- 국수 목록
- 삿포로 이치반
- 야키소바, 인기 있는 국수 요리